# Varuna (песня)
Varuna （ヴァルナ） — третий сингл японской Вижуал-кэй группы Nightmare. Сингл вышел 21 апреля 2004 года в двух изданиях: издание (А) содержит CD с тремя песнями, а издание (В) содержит джаз-версию песни «Varuna».
Песня вошла в альбом Livid, вышедший 25 ноября 2004 года.

## Позиция в чартах
Песня заняла #29 позицию в чарте Oricon.

## Список композиций

### Издания (А) и (В)
| №  | Название               | Текст песни | Музыка | Длительность |
| -- | ---------------------- | ----------- | ------ | ------------ |
| 1. | «Varuna»               | Ёми         | Сакито | 4:19         |
| 2. | «to for»               | Рука        | Рука   | 4:47         |
| 3. | «Flora»                | Ёми         | Сакито | 3:47         |
| 4. | «Varuna (джаз-версия)» | Ёми         | Сакито | 3:41         |